# The Web of Desire
The Web of Desire è un film muto del 1917 diretto da Émile Chautard.

## Produzione
Il film fu prodotto dalla Peerless Productions e World Film

## Distribuzione
Il copyright del film, richiesto dalla World Film Corp., fu registrato il 15 febbraio 1917 con il numero LU10207. 
Distribuito dalla World Film e presentato da William A. Brady, il film uscì nelle sale degli Stati Uniti il 5 marzo 1917.